# Santos Brasil Tennis Open 2011
Il Santos Brasil Tennis Open 2011 è stato un torneo professionistico di tennis maschile giocato sulla terra rossa. È stata la 1ª edizione del torneo, che fa parte dell'ATP Challenger Tour nell'ambito dell'ATP Challenger Tour 2011. Si è giocato a Santos in Brasile dal 18 al 24 aprile 2011.

## Partecipanti

### Teste di serie
| Nazionalità | Giocatore            | Ranking* | Testa di serie |
| ----------- | -------------------- | -------- | -------------- |
| Brasile     | Ricardo Mello        | 89       | 1              |
| Brasile     | Marcos Daniel        | 105      | 2              |
| Francia     | Éric Prodon          | 125      | 3              |
| Giappone    | Tatsuma Itō          | 135      | 4              |
| Argentina   | Diego Junqueira      | 142      | 5              |
| Argentina   | Leonardo Mayer       | 161      | 6              |
| Brasile     | João Souza           | 174      | 7              |
| Argentina   | Juan Pablo Brzezicki | 176      | 8              |

- Ranking all'11 aprile 2011.

### Altri partecipanti
Giocatori che hanno ricevuto una wild card:
- Daniel Bustamante
- Daniel Dutra da Silva
- Christian Lindell
- José Pereira

Giocatori che hanno ricevuto uno special exempt:
- Aljaž Bedene
- Marcelo Demoliner

Giocatori che sono passati dalle qualificazioni:
- André Ghem
- Javier Martí
- Iván Miranda
- Yang Tsung-hua

## Campioni

### Singolare
João Souza ha battuto in finale  Diego Junqueira con il punteggio di 6–4, 6–2

### Doppio
Franco Ferreiro /  André Sá ha battuto in finale  Gerald Melzer /  José Pereira con il punteggio di 6–3, 6–3